# Jüdischer Friedhof (Dub u Prachatic)
Koordinaten: 49° 6′ 1,1″ N, 14° 0′ 44,2″ O

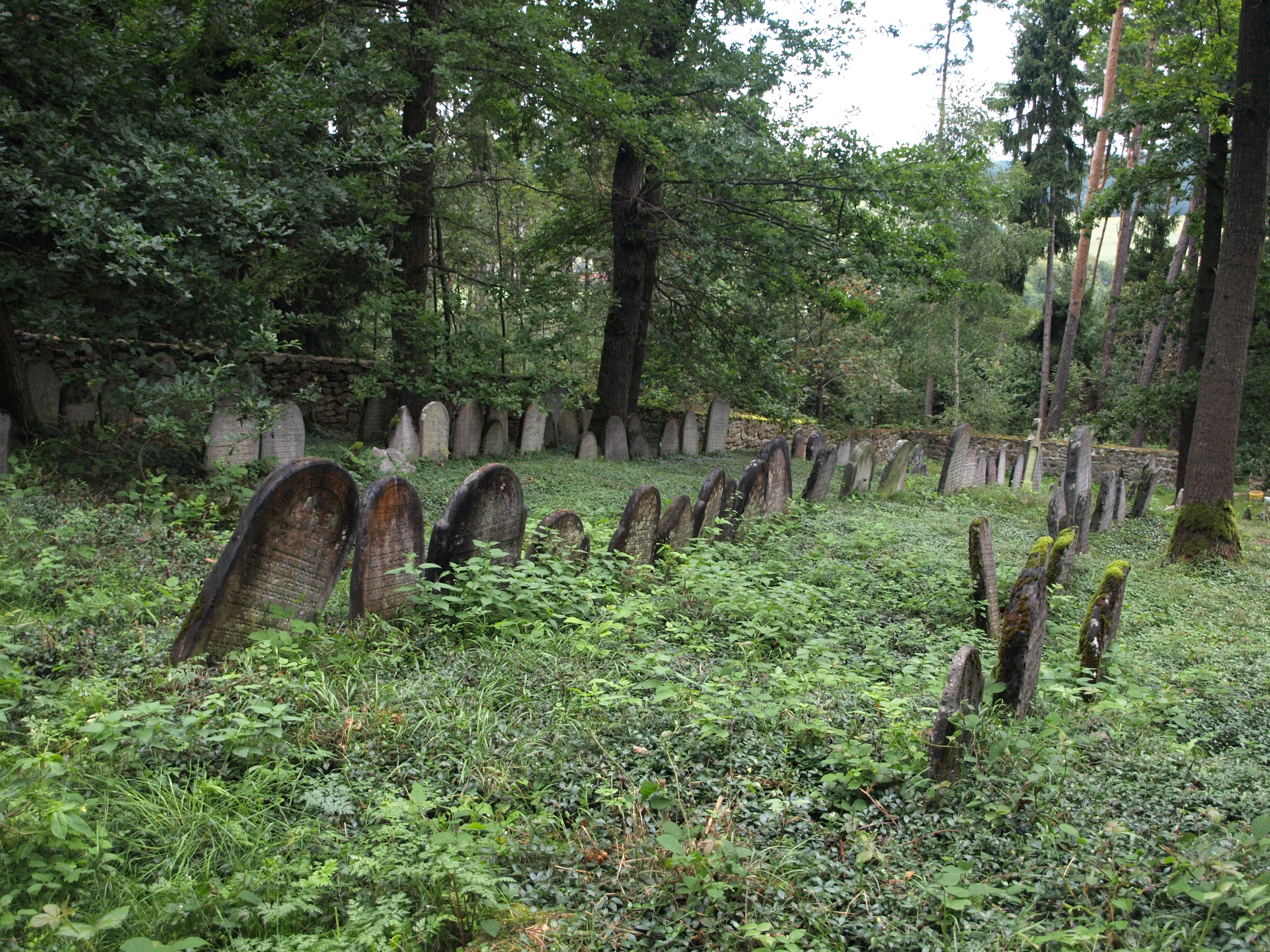
Jüdischer Friedhof in Dub u Prachatic

Der Jüdische Friedhof in Dub u Prachatic, einer Gemeinde im tschechischen Okres Prachatice im Jihočeský kraj (Südböhmische Region), wurde zu Beginn des 18. Jahrhunderts angelegt. Der Jüdische Friedhof ist seit 1988 ein geschütztes Baudenkmal.